# Седрік Лідделл
Седрік Лідделл (англ. Cedric Liddell, 11 червня 1913 — 4 червня 1981) — канадський академічний веслувальник.
Бронзовий призер Олімпійських Ігор 1932 року в складі вісімки.